# Elaphria deliriosella
Elaphria deliriosella är en fjärilsart som beskrevs av Embrik Strand 1921. Elaphria deliriosella ingår i släktet Elaphria och familjen nattflyn. Inga underarter finns listade i Catalogue of Life.